# لم تقبل من قبل
لم تقبل من قبل (بالإنجليزية: Never Been Kissed)‏ هو فيلم كوميدي تم إنتاجه في الولايات المتحدة وصدر في سنة 1999. الفيلم من إخراج راجا غوسنيل من بطولة درو باريمور وديفيد أركيت ومولي شانون.

## القصة
يدور الفيلم حول صحفية وهي جوزي غيلر التي كانت مهنتها ورئيسها على المحك مقابل عملها في مهمة سرية جداً وعودتها للثانوية كطالبة مما اعاد لها الذكريات المؤلمة
فقد كانت تدعى جوزي البشعة، لكن هذه المرة عادت بشكل آخر لتصبح ملكة حفل التخرج ..

## الميزانية والإيرادات
بلغت تكلفة إنتاج الفيلم حوالي 25 مليون دولار بينما حقق إيرادات تقدر بـ 84565230 دولار.

## وصلات خارجية
- لم تقبل من قبل على موقع IMDb (الإنجليزية)
- لم تقبل من قبل على موقع ميتاكريتيك (الإنجليزية)
- لم تقبل من قبل على موقع روتن توميتوز (الإنجليزية)
- لم تقبل من قبل على موقع نتفليكس (الإنجليزية)
- لم تقبل من قبل على موقع قاعدة بيانات الأفلام العربية
- لم تقبل من قبل على موقع ألو سيني (الفرنسية)
- لم تقبل من قبل على موقع Turner Classic Movies (الإنجليزية)
- لم تقبل من قبل على موقع أول موفي (الإنجليزية)
- لم تقبل من قبل على موقع بوكس أوفيس موجو (الإنجليزية)
- لم تقبل من قبل على موقع فيلمافينيتي (الإسبانية)